# Liste Somos des 100 meilleurs films mexicains
La liste Somos des 100 meilleurs films mexicains date de juillet 1994, quand la revue mexicaine Somos, à l'occasion de son 100e numéro, a publié une édition spéciale consacrée aux 100 meilleurs films du cinéma mexicain. Pour réaliser cette sélection, le magazine a invité 25 spécialistes du sujet, dont les critiques Jorge Ayala Blanco (es), Pepe Návar, Nelson Carro (es) et Tomás Pérez Turrent, les historiens Eduardo de la Vega Alfaro et Gustavo García Gutiérrez (es), l'écrivain Carlos Monsiváis et le photographe Gabriel Figueroa, entre autres.
La liste du magazine ne comprend que des longs métrages dont la production a été entièrement ou principalement mexicaine, d'où l'absence de certains films importants comme Viridiana (1961) de Luis Buñuel. Le plus ancien film sélectionné, La Voiture grise, date de 1919, et les plus récents, Cronos et Les Épices de la passion de 1992. Il convient de noter que cela nous amène également à considérer que les plus grands réalisateurs du cinéma hispanique et mexicain du XXe siècle sont Emilio Fernández et Luis Buñuel.
Jusqu'à présent, la liste de la revue représente le principal effort de cette nature réalisé sur le cinéma mexicain, d'où son importance en tant que critère de sélection des films qui composent cette filmographie.
L'antécédent probable de ce travail est la liste publiée tous les dix ans par la revue britannique Sight and Sound, qui énumère les 10 meilleurs films de l'histoire du cinéma mondial, selon les critiques et les réalisateurs. Ce numéro de la revue est une véritable pièce de collection, car il contient des fiches, des commentaires et des photographies des 100 films sélectionnés, ainsi que des réalisateurs, acteurs et actrices les plus représentatifs du cinéma mexicain.
Le 9 juin 2020, le portail Sector Cine a tenté de mettre à jour la liste en y ajoutant des films mexicains de 1994 à 2020, mais avec des critères et une méthodologie différents de ceux utilisés par le magazine Somos. 

## Les 100 films
| N.  | Titre                                                          | Réalisateur                               | Année |
| --- | -------------------------------------------------------------- | ----------------------------------------- | ----- |
| 1   | Au mépris de la vie (es) (Vámonos con Pancho Villa!)           | Fernando de Fuentes                       | 1936  |
| 2   | Los olvidados                                                  | Luis Buñuel                               | 1950  |
| 3   | El compadre Mendoza (es)                                       | Fernando de Fuentes                       | 1934  |
| 4   | Maison de rendez-vous (es) (Aventurera)                        | Alberto Gout                              | 1946  |
| 5   | Una familia de tantas (es)                                     | Alejandro Galindo                         | 1948  |
| 6   | Nazarín                                                        | Luis Buñuel                               | 1958  |
| 7   | Tourments (Él)                                                 | Luis Buñuel                               | 1953  |
| 8   | La mujer del puerto (es)                                       | Arcady Boytler                            | 1934  |
| 9   | Ce lieu sans limites (El lugar sin límites)                    | Arturo Ripstein                           | 1978  |
| 10  | Ahí está el detalle (es)                                       | Juan Bustillo Oro                         | 1940  |
| 11  | Champion sans couronne (es) (Campeón sin corona)               | Alejandro Galindo                         | 1946  |
| 12  | Enamorada                                                      | Emilio Fernández                          | 1946  |
| 13  | La Villageoise (Pueblerina)                                    | Emilio Fernández                          | 1949  |
| 14  | Canoa                                                          | Felipe Cazals                             | 1975  |
| 15  | Les Frères Del Hierro (Los hermanos Del Hierro)                | Ismael Rodríguez                          | 1961  |
| 16  | L'Ange exterminateur (El ángel exterminador)                   | Luis Buñuel                               | 1962  |
| 17  | Cadena perpetua                                                | Arturo Ripstein                           | 1978  |
| 18  | El rey del barrio (es)                                         | Gilberto Martínez Solares                 | 1949  |
| 19  | El esqueleto de la señora Morales                              | Rogelio A. González                       | 1959  |
| 20  | Quartier interdit (es) (Víctimas del pecado)                   | Emilio Fernández                          | 1951  |
| 21  | Pêcheurs de requins (Tiburoneros)                              | Luis Alcoriza                             | 1963  |
| 22  | Distinto amanecer                                              | Julio Bracho                              | 1943  |
| 23  | Rio Escondido, ville d'enfer (es) (Río Escondido)              | Emilio Fernández                          | 1948  |
| 24  | La oveja negra (es)                                            | Ismael Rodríguez                          | 1949  |
| 25  | Double Destinée (La otra)                                      | Roberto Gavaldón                          | 1946  |
| 26  | John Reed, Mexico insurgente (Reed, México insurgente)         | Paul Leduc                                | 1973  |
| 27  | Nosotros los pobres                                            | Ismael Rodríguez                          | 1947  |
| 28  | Les Bas-fonds de Mexico (Salón México)                         | Emilio Fernández                          | 1948  |
| 29  | Doña Perfecta (es)                                             | Alejandro Galindo                         | 1951  |
| 30  | L'Ouragan (Flor silvestre)                                     | Emilio Fernández                          | 1943  |
| 31  | La pasión según Berenice                                       | Jaime Humberto Hermosillo                 | 1976  |
| 32  | La sombra del caudillo                                         | Julio Bracho                              | 1960  |
| 33  | Calabacitas tiernas (es)                                       | Gilberto Martínez Solares                 | 1948  |
| 34  | Dos tipos de cuidado (es)                                      | Ismael Rodríguez                          | 1952  |
| 35  | Les Proies du vampire (El vampiro)                             | Fernando Méndez                           | 1957  |
| 36  | La Baraque (La barraca)                                        | Roberto Gavaldón                          | 1945  |
| 37  | María Candelaria                                               | Emilio Fernández                          | 1944  |
| 38  | Roberto la Douceur (El suavecito)                              | Fernando Méndez                           | 1951  |
| 39  | La Déesse agenouillée (es) (La diosa arrodillada)              | Roberto Gavaldón                          | 1947  |
| 40  | Los confines (es)                                              | Mitl Valdez                               | 1987  |
| 41  | El gallo de oro (es)                                           | Roberto Gavaldón                          | 1964  |
| 42  | El topo                                                        | Alejandro Jodorowsky                      | 1970  |
| 43  | Femmes interdites (es) (Sensualidad)                           | Alberto Gout                              | 1951  |
| 44  | El Grito, México 1968 (es)                                     | Leobardo López Arretche (es)              | 1968  |
| 45  | Danzón (es)                                                    | María Novaro                              | 1991  |
| 46  | Susana la perverse (Susana, demonio y carne)                   | Luis Buñuel                               | 1951  |
| 47  | La Vie criminelle d'Archibald de la Cruz (Ensayo de un crimen) | Luis Buñuel                               | 1955  |
| 48  | Tlayucan                                                       | Luis Alcoriza                             | 1962  |
| 49  | Le Monstre sans visage (Ladrón de cadáveres)                   | Fernando Méndez                           | 1957  |
| 50  | Frida, nature vivante (Frida, naturaleza viva)                 | Paul Leduc                                | 1986  |
| 51  | Los tres huastecos (es)                                        | Ismael Rodríguez                          | 1948  |
| 52  | El bulto (es)                                                  | Gabriel Retes                             | 1991  |
| 53  | María de mi corazón (es)                                       | Jaime Humberto Hermosillo                 | 1979  |
| 54  | La nuit avance (es) (La noche avanza)                          | Roberto Gavaldón                          | 1951  |
| 55  | A.T.M. ¡A toda máquina! (es)                                   | Ismael Rodríguez                          | 1951  |
| 56  | Les Épices de la passion (Como agua para chocolate)            | Alfonso Arau                              | 1992  |
| 57  | México de mis recuerdos (es)                                   | Juan Bustillo Oro                         | 1943  |
| 58  | Los caifanes (es)                                              | Juan Ibáñez                               | 1967  |
| 59  | Macario                                                        | Roberto Gavaldón                          | 1960  |
| 60  | El apando (es)                                                 | Felipe Cazals                             | 1976  |
| 61  | Cabeza de Vaca                                                 | Nicolás Echevarría                        | 1990  |
| 62  | Juego de mentiras                                              | Archibaldo Burns                          | 1967  |
| 63  | Rosauro Castro (es)                                            | Roberto Gavaldón                          | 1950  |
| 64  | ¡Esquina bajan! (es)                                           | Alejandro Galindo                         | 1948  |
| 65  | Doña Herlinda y su hijo                                        | Jaime Humberto Hermosillo                 | 1985  |
| 66  | Torero                                                         | Carlos Velo                               | 1956  |
| 67  | Santa (film, 1932) (es)                                        | Antonio Moreno                            | 1931  |
| 68  | Gángsters contra charros (es)                                  | Juan Orol (es)                            | 1948  |
| 69  | La mujer de Benjamín (es)                                      | Carlos Carrera                            | 1991  |
| 70  | Mains criminelles (En la palma de tu mano)                     | Roberto Gavaldón                          | 1950  |
| 71  | Matinée (es)                                                   | Jaime Humberto Hermosillo                 | 1976  |
| 72  | Amor a la vuelta de la esquina (es)                            | Alberto Cortés (es)                       | 1985  |
| 73  | La Diablesse (Doña Diabla)                                     | Tito Davison (es)                         | 1950  |
| 74  | Mécanique nationale (es) (Mecánica nacional)                   | Luis Alcoriza                             | 1971  |
| 75  | Doña Bárbara (es)                                              | Fernando de Fuentes                       | 1943  |
| 76  | Los motivos de Luz                                             | Felipe Cazals                             | 1985  |
| 77  | Cronos                                                         | Guillermo del Toro                        | 1993  |
| 78  | Ángel de fuego (es)                                            | Dana Rotberg                              | 1991  |
| 79  | Luponini de Chicago (es)                                       | José Bohr (es)                            | 1935  |
| 80  | La Perle (La perla)                                            | Emilio Fernández                          | 1947  |
| 81  | Nocaut                                                         | Carlos García Agraz                       | 1983  |
| 82  | Santa (film, 1943) (es)                                        | Norman Foster et Alfredo Gómez de la Vega | 1943  |
| 83  | Los tres García (es)                                           | Ismael Rodríguez                          | 1946  |
| 84  | L'Aigle et le Soleil (es) (Águila o sol)                       | Arcady Boytler                            | 1937  |
| 85  | El baisano Jalil (es)                                          | Joaquín Pardavé                           | 1942  |
| 86  | Janitzio (es)                                                  | Carlos Navarro                            | 1934  |
| 87  | Uniquement avec ton partenaire (Sólo con tu pareja)            | Alfonso Cuarón                            | 1991  |
| 88  | Viento negro (es)                                              | Servando González (es)                    | 1964  |
| 89  | Allá en el Rancho Grande (es)                                  | Fernando de Fuentes                       | 1949  |
| 90  | Histoire d'un grand amour (es) (Historia de un gran amor)      | Julio Bracho                              | 1942  |
| 91  | Ce sacré clochard (es) (Escuela de vagabundos)                 | Rogelio A. González                       | 1955  |
| 92  | La Mal aimée (La malquerida)                                   | Emilio Fernández                          | 1949  |
| 93  | Les Abandonnées (Las abandonadas)                              | Emilio Fernández                          | 1944  |
| 94  | Les Deux Moines (es) (Dos monjes)                              | Juan Bustillo Oro                         | 1934  |
| 95  | On a volé un tram (La ilusíon viaja en tranvía)                | Luis Buñuel                               | 1954  |
| 96  | La cucaracha                                                   | Ismael Rodríguez                          | 1959  |
| 97  | Espaldas mojadas (es)                                          | Alejandro Galindo                         | 1955  |
| 98  | La Voiture grise (El automóvil gris)                           | Enrique Rosas                             | 1919  |
| 99  | Una carta de amor (es)                                         | Miguel Zacarías                           | 1943  |
| 100 | Naufrage (es) (Naufragio)                                      | Jaime Humberto Hermosillo                 | 1977  |